# 浪漫主義音樂

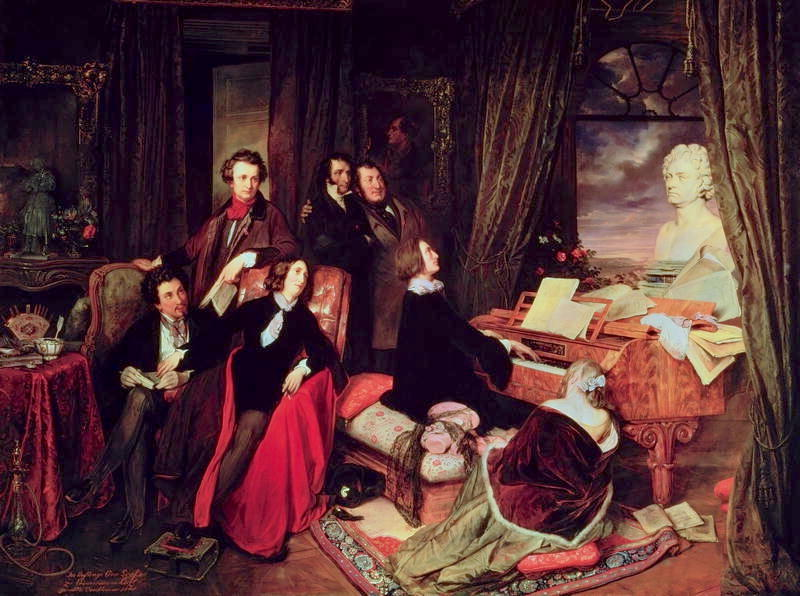
约瑟夫·丹豪瑟在1840年的画作：弗朗茨·李斯特在钢琴前，周围环绕着（从左到右）大仲马、埃克托·柏辽兹、乔治·桑、尼科罗·帕格尼尼、焦阿基诺·罗西尼、玛丽·达古尔，钢琴上放着安东·迪特里希的贝多芬半身像

浪漫時期的音樂是维也纳古典乐派的延续和发展，是西方音乐史上的一种音乐风格或者一个时代。

## 名稱
浪漫主义主要用于描述1830年—1850年间的文学创作，以及1820年－1900年间的音乐创作。
浪漫派時期的音樂则可以从1813年E·T·A·霍夫曼论述贝多芬的浪漫主义精神开始，到1914年勋伯格提出“不协和音的解放”为止。亦有一說指出，18世紀晚期的「情感風格」（Empfindsamer Stil，又譯感傷風格）是浪漫主義音樂的濫觴。

## 特色
浪漫派時期的音樂比起之前的巴洛克時期以及古典時期的音乐，更注重感情和形象的表现，相对来说則看轻形式和结构。浪漫時期的音乐往往富于想象力，相当多的浪漫時期音乐受到非现实的文学作品的影响，而有着相当大的标题音乐成分。
浪漫主义音乐强调多样性，发展和声的作用，对人物性格的特殊品质进行刻画，更多地运用转调手法和半音。贝多芬是浪漫主义音乐的先驅，浪漫主义歌剧的代表是瓦格纳，钢琴音乐的代表是李斯特。
浪漫主义音乐对曲式结构进行了极大的丰富与扩充，出现了诸多小型曲式结构，例如小品曲、幽默曲、叙事曲、阿拉伯风格曲、音乐的瞬间、随想曲、浪漫曲、间奏曲或即兴曲等。
浪漫主义音乐体现了影响广泛和民族分化的倾向，在法国出现了柏辽兹、意大利的罗西尼、匈牙利的李斯特、波兰的肖邦，和俄罗斯的柴可夫斯基。浪漫主义音乐在馬勒和勃拉姆斯时代式微。
浪漫時期的音乐在晚期出現了更多不同的樂派，包括法国的印象樂派（如德彪西、拉威爾）和歐洲各地的民族樂派（如西贝柳斯、斯美塔納、強力集團、拉赫马尼诺夫等）等。

## 代表人物
早期
- 贝多芬
- 凯鲁比尼
- 韦伯
- 帕格尼尼
- 罗西尼
- 贝利尼
- 多尼采蒂
- 舒伯特
- 车尔尼

前期
- 门德尔松
- 肖邦
- 舒曼
- 李斯特
- 柏辽兹
- 梅耶貝爾

中期
- 威尔第
- 瓦格纳
- 奥芬巴赫
- 勃拉姆斯
- 小约翰·施特劳斯
- 布鲁克纳
- 弗兰克
- 古诺
- 比才
- 圣-桑

民族乐派
- 格林卡
- 柴可夫斯基
- 斯美塔那
- 德沃夏克
- 格里格
- 西贝柳斯
- 阿尔贝尼兹

后浪漫主义
- 福雷
- 马勒
- 理查德·施特劳斯
- 拉赫玛尼诺夫
- 埃尔加
- 格拉祖诺夫